# Associazione Sportiva Melfi
L'Associazione Sportiva Melfi 1929, meglio nota come l'A.S. Melfi, è una società calcistica italiana con sede nella città di Melfi. Nella stagione 2024/2025 milita nell'Eccellenza. 
Tra i club calcistici della Regione, il Melfi vanta il maggior numero di presenze consecutive tra i professionisti, avendone preso parte dalla stagione 2003-2004 fino alla stagione 2016-2017. Nel palmares regionale il club registra la vittoria di 2 campionati di Eccellenza, 5 di Promozione, 3 di Prima Categoria e 2 di Seconda Categoria. Ha vinto 2 Coppe Italia Dilettanti Basilicata, nella stagione 1991-1992 ed esattamente trent'anni dopo nella stagione 2021-2022. Nella stagione 2023-2024 ha vinto la sua prima Coppa Italia Promozione Basilicata.
I colori sociali sono: il giallo ed il verde. Disputa le gare casalinghe allo stadio Arturo Valerio.

## Storia

### Dalle origini agli anni novanta

La formazione gialloverde affronta il Pescara nel vecchio stadio comunale, 1955

La società venne fondata il 1º agosto 1929, con il nome di Unione Sportiva Melfi e fino al 2003, anno della promozione in Serie C2, militò solamente nelle categorie dilettantistiche.
Poco tempo dopo la fondazione, nello stesso anno fu disputata la prima partita della neocostituita società, contro il Rionero, terminata 4-1 in favore degli ospiti, a cui seguirono diversi altri incontri negli anni successivi. La compagine gialloverde nei primi 25 anni svolse attività minore a livello locale e regionale, ed ottenne la prima promozione in IV Serie nella stagione 1953-1954. L'anno seguente però subì la retrocessione, per poi ritornare in IV Serie due stagioni più tardi; da lì in poi partecipò ininterrottamente, salvo alcune parentesi nei campionati regionali, alla Serie D, successivamente Campionato Interregionale e poi ancora Campionato Nazionale Dilettanti, incontrando squadre dalla nobile storia quali Pescara, Lecce, Catania e Salernitana.
Negli anni sessanta militò nel Melfi il difensore Mario Martiradonna, campione d'Italia con il Cagliari di Gigi Riva nella stagione 1969-1970. La squadra ottenne quello che fu a lungo il suo miglior risultato nella stagione 1965-1966, quando si classificò al quinto posto del proprio girone del campionato di Serie D, sfiorando la promozione in Serie C.

Il Melfi che affronta il Vaglio in una partita del campionato di Promozione 1982-1983

Nella stagione 1991-1992 il Melfi si aggiudicò la prima edizione della Coppa Italia Dilettanti Basilicata al termine di un triangolare con Bernalda e Murese. Nel 1995 la società venne acquistata dall'imprenditore locale Giuseppe Maglione. Il nuovo presidente, alla guida dei lucani, sfiorò subito la promozione in Serie C2, giungendo al quarto posto nel campionato 1995-1996; protagonista del tempo fu Sandro Sciarappa, storico capitano dei gialloverdi. La stagione seguente seguì un ulteriore buon quinto posto.

### Gli anni duemila
Il Melfi riuscì ad ottenere la prima storica promozione in Serie C2 nella stagione 2002-2003, vincendo il proprio girone del campionato di Serie D; decisiva ai fini della promozione furono il derby di ritorno vinto col Matera, che poneva di fronte le prime due forze del campionato, e la penultima giornata, disputata il 4 maggio 2003 contro l'Ariano Irpino, che terminò con il risultato di 1 a 1 e consegnò la matematica promozione ai melfitani. Protagonisti del salto di categoria furono il presidente Maglione e l'allenatore Andrea Chiappini, che riuscì ad amalgamare un gruppo composto in prevalenza da calciatori esperti.
Col raggiungimento del calcio professionistico, la squadra fu quasi totalmente smantellata e ricostruita. Nella prima annata in quarta serie, i gialloverdi, guidati in panchina da mister Palumbo, chiudono il loro campionato al quinto posto insieme al Giugliano, tuttavia ciò non basterà ai lucani per conquistare play-off, in virtù della differenza reti favorevole proprio ai campani. La stagione successiva la guida tecnica della squadra viene affidata all'esperto Aldo Papagni, che verrà esonerato in seguito ad un periodo negativo; al suo posto verrà chiamato Rosario Foti, catanese, che porta il Melfi al sesto posto.
Il campionato di Serie C2 2005-2006, fino al 2014, è stato considerato il migliore della storia della società lucana. Dopo il quinto posto in regular season, che valse la qualificazione ai play-off, il Melfi venne eliminato in semifinale dal Taranto; i gialloverdi si imposero col risultato di tre reti a una nella gara di andata, perdendo per due reti a zero la sfida di ritorno allo Iacovone. Il quinto posto in campionato valse anche il diritto di partecipare alla Coppa Italia della stagione successiva. L'esordio nel principale torneo nazionale propose la sfida con l'Udinese, società militante in massima serie; davanti a circa tremila spettatori assiepati sulle tribune del Valerio, i friulani si imposero col risultato di 4 a 0, grazie alla doppietta di Di Natale ed alle reti di Natali e Obodo. Tuttavia in campionato non verrà ripetuto l'exploit della passata stagione, ed il Melfi si ritrova invischiato nella lotta per non retrocedere per la prima volta da quando milita fra i professionisti. Dopo un quindicesimo posto in campionato, i lucani coglieranno la salvezza grazie alla vittoria nei play-out contro la Nocerina.
Nel campionato successivo, la squadra di mister Pugliese conquista la salvezza matematica, nonostante un punto di penalizzazione, nella penultima giornata di campionato, nonostante la sconfitta interna contro il Marcianise per tre reti a due. Decisivo a tal senso, il pareggio tra Vibonese, che rimane quindi in zona retrocessione, e Catanzaro.
Il 7 luglio 2008 viene ufficializzato l'ingaggio del nuovo allenatore Giuseppe Palumbo, che prende il posto del dimissionario Carmine Pugliese. Palumbo aveva già guidato in precedenza il Melfi nella stagione dell'esordio in Serie C2.
La stagione 2008-2009 parte in sordina, ed i melfitani fino alla diciassettesima giornata collezionano solamente una vittoria, nove pareggi e ben sette sconfitte. In seguito ad un'oculata campagna acquisti nel mercato di riparazione di gennaio, i lucani vincono cinque partite di fila. L'11 aprile 2009 il Melfi conquista una vittoria di estremo prestigio, andando a vincere in casa del Catanzaro, secondo in classifica e ancora imbattuto tra le mura amiche. Il 17 maggio seguente, grazie alla vittoria sull'Igea Virtus, il Melfi conquista la salvezza.
Durante l'estate 2009, lo società è costretta a fronteggiare problemi economici. Tuttavia, grazie alla sottoscrizione di circa mille abbonamenti ed all'impegno del sindaco della cittadina lucana, riesce a garantire l'iscrizione al campionato di Lega Pro Seconda Divisione. Viene scelta la guida tecnica di Paolo Rodolfi, ex tecnico della formazione Primavera del Parma, che raggiungerà uno dei migliori risultati di sempre del Melfi nei campionati professionistici, il nono posto in classifica.

### Gli anni duemiladieci
La stagione sportiva 2010-2011 comincia con una pesante sconfitta in Coppa Italia: un 5-2 esterno subito dalla Nocerina. Tuttavia, un positivo inizio di campionato vedrà i lucani occupare la seconda posizione in classifica dopo otto giornate; da segnalare, il 19 settembre, il derby col Matera, il primo tra le due compagini disputato a livello professionistico, terminato in pareggio. La squadra avverte successivamente un calo, complice anche la volontà della famiglia Moretti, importante azionista, di abbandonare la società. Ciò comporterà una penalizzazione di sei punti ed il rivoluzionamento dei quadri tecnici; in seguito alla partenza di calciatori importanti nel mercato di riparazione, i gialloverdi terminano il loro campionato al settimo posto.
La stagione sportiva 2011-2012 inizia con consueti problemi societari; la squadra allestita è dunque la più giovane dell'intero panorama professionistico del calcio italiano, con un'età media di circa vent'anni. Ciò causa un inizio di campionato in sordina. Con il mercato di riparazione di gennaio, arriva nella cittadina lucana l'attaccante Giancarlo Improta, dall'Isola Liri, che risulta subito decisivo grazie alla sua vena realizzativa.
Nel mese di marzo, con la squadra al terz'ultimo posto, si dimette mister Rodolfi per motivi familiari ed al suo posto subentra Leonardo Bitetto, tecnico pugliese di grande esperienza. Con la nuova guida tecnica i gialloverdi risalgono la classifica, e vincendo contro la Vigor Lamezia, seconda in classifica, i melfitani ottengono la matematica salvezza con due giornate di anticipo.
La nuova annata comincia, a differenza delle ultime stagioni, senza alcun problema sul piano dell'iscrizione e a livello economico. Viene infatti subito trovata la liquidità necessaria per garantire alla squadra la permanenza per il decimo anno consecutivo tra i professionisti. Per quanto concerne il lato tecnico, viene confermata la guida tecnica di Bitetto, mentre la rosa viene rivoluzionata. L'11 settembre, la società riceve direttamente dall'UEFA oltre dodicimila euro di premio per aver fatto giocare in nazionale il maltese Andrei Agius, durante le qualificazioni agli europei di Polonia e Ucraina 2012.
Alla decima giornata i lucani si confermano stabilmente a metà classifica. Durante la settimana, il capitano gialloverde, Giancarlo Improta, riceve dalla società ACF Fiorentina il "Cartellino Viola", riconoscimento con il quale vengono premiati soggetti che si siano distinti per lealtà e sportività mostrate sul campo; in questo caso il premio viene consegnato in rappresentanza di tutta la società lucana, per un importante gesto di fair-play compiuto durante la partita persa contro il Martina, e segnalato dagli stessi avversari pugliesi.
Dopo aver chiuso il girone di andata al dodicesimo posto in classifica, i lucani, dopo un positivo girone di ritorno, chiudono ottavi.
Nella prima giornata del campionato 2013-2014 il Melfi batte 4-0 il Gavorrano in trasferta. Questa vittoria risulta la miglior vittoria esterna dei lucani in un campionato professionistico. Il campionato prosegue con una striscia di risultati positivi, ed il Melfi alla quinta giornata è terzo in classifica, con undici punti, a due lunghezze dalla Vigor Lamezia capolista. Da lì in poi la squadra avverte un calo, tuttavia riuscendo ad affermarsi al sesto posto in classifica alla trentesima giornata. Il 13 aprile, con due giornate d'anticipo, grazie ad una rete di Dermaku nel secondo tempo, i lucani battono per una rete a zero l'Ischia, conquistando così la prima storica promozione nel terzo livello professionistico italiano.
Nella prima stagione in Lega Pro, i gialloverdi si salvano con un tranquillo 9º posto, nella seconda invece dopo due avvicendamenti in panchina (la coppia Palumbo-Delvecchio rimpiazzata da Guido Ugolotti alla 12ª giornata) la formazione melfitana raggiunse i play-out ma retrocedendo dopo due stagioni in Serie D, retrocessione che però in estate viene revocata dalla FIGC e di conseguenza la squadra del presidente Maglione viene ripescata per completamento degli organici a causa delle mancate iscrizioni di Ischia Isolaverde e Martina Franca (quest'ultima avversaria ai play-out dei gialloverdi che si imposero in casa 1-0 e al ritorno pareggiarono 0-0), concedendosi il lusso di rimanere, per ancora un anno, tra i professionisti. La terza stagione fu l'ultima tra i professionisti: dopo tre cambi di allenatore (Romaniello, il ritorno di Bitetto e Aimo Diana), un avvio difficile, l'ultimo posto in classifica a fine girone d'andata, la rimonta nel ritorno e il raggiungimento degli spareggi salvezza, i lucani scesero definitivamente tra i dilettanti dopo aver pareggiato due volte contro l'Akragas (0-0 e 1-1) che si salvò grazie al miglior piazzamento in classifica nei confronti dei gialloverdi.
Il 13 luglio 2017 viene ufficializzata la mancata iscrizione del Melfi in Serie D, che decide di ripartire dall'Eccellenza.
Dopo 5 stagioni di Eccellenza conditi da risultati altalenanti, conquista la seconda Coppa Italia Regionale d’Eccellenza nella stagione 2021-2022. L'A.S. Melfi Calcio comunica ad agosto 2022 la mancata iscrizione al massimo campionato regionale fallendo per la prima volta dalla sua fondazione.

### Fallimento e rinascita
Ad inizio settembre, dall’idea di rifondare la gloriosa società, 30 soci locali fondano l’Associazione Sportiva Dilettantistica U.S. Pro Melfi iscrivendola al campionato di Seconda Categoria per la stagione 2022-2023, nominando presidente Gerardo Tortoriello e vicepresidente Filippo Galgano. Dopo aver dominato il campionato più basso della regione, la società ha compiuto un doppio salto di categoria grazie alla fusione con il Cittadella 2010. Fusione che riporta il nome ed il logo storico rinominando la compagine: A.S. Melfi 1929. Nella stagione 2023-2024 l’A.S. Melfi vince il campionato e la Coppa Italia Promozione Basilicata tornando in Eccellenza Basilicata dopo appena 2 anni dal fallimento.

## Colori e simboli

### Colori
I colori sociali della squadra sono quelli del comune di Melfi, ovvero il giallo e il verde.

### Simboli ufficiali

#### Stemma
Il simbolo ufficiale della squadra è il basilisco, presente anche nello stemma comunale e quindi anche in quello della squadra.

#### Inno
L'inno del Melfi s'intitola Melfi oh Melfi di Ferdy Sapio.

## Strutture

### Stadio

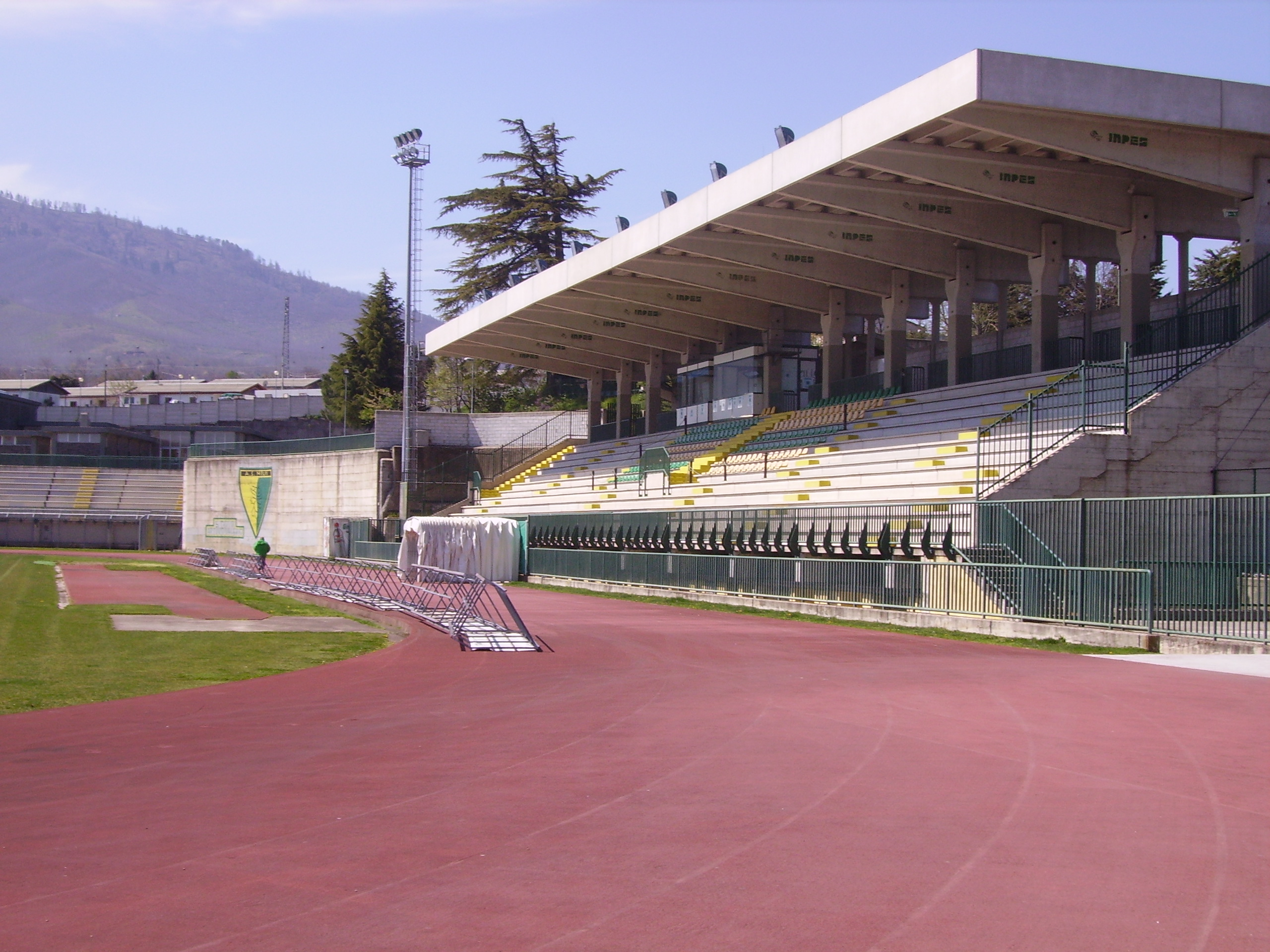

La squadra gioca allo stadio Arturo Valerio. Fu costruito tra il 1980 e il 1982 per sostituire il vecchio Comunale che aveva subito ingenti danni dopo il terremoto del 1980. Inizialmente la capienza era di 2 000 posti con una sola tribuna; nel 1998 quest'ultima fu ristrutturata con l'applicazione di una copertura e con la diminuzione dei posti a 1.500 per motivi di sicurezza. L'impianto ha subito un'altra modifica (l'aggiunta della curva), in occasione della promozione in Serie C2 nel 2003.

### Centro di allenamento
Il Melfi svolge i propri allenamenti allo stadio Arturo Valerio, sede delle partite interne.

## Società

### Organigramma societario
Dal sito internet ufficiale della società.
- Gerardo Tortoriello - Presidente
- Davide Carriero - Direttore Sportivo
- ??? - Direttore Generale
- Antonio Lallo - Dirigente Accompagnatore
- ??? - Responsabile Comunicazione
- Giovanni Blonna - Responsabile Settore Giovanile

### Sponsor
- 1978-2003 ...
- 2003-2005 Sportline
- 2005-2017 Legea
- 2017-2018 Devis
- 2018-2019 Arci Sport
- 2019- Devis & Legea

## Allenatori e presidenti
| Allenatori - 1929-1941 ? - 1941-1942 Robilotta - 1942-1949 Inattivo - 1949-1951 ? - 1951-1954 Alfredo De Vivi - 1954-1955 Benedetto Del Re (1ª-?ª) Renato Tofani (?ª-34ª) - 1955-1963 ? - 1963-1969 Antonio Francese - 1969-1977 ? - 1977-1978 Giovanni Campari - 1978-1979 Mido Bimbi - 1979-1981 Angelo Carella - 1981-1990 ? - 1990-1992 Silvio Paciello - 1992-1993 Biagio Savarese - 1993-1994 Biagio Savarese (1ª-?ª) Giuseppe Palumbo (?ª-38ª) - 1994-1995 Carmelo Condemi - 1995-1998 Pasquale Arleo - 1998-2002 Ranko Lazic - 2002-2003 Andrea Chiappini - 2003-2004 Giuseppe Palumbo - 2004-2005 Aldo Papagni (1ª-19ª) Nicola Di Leo (20ª) Rosario Foti (21ª-34ª) - 2005-2006 Raffaele Novelli - 2006-2007 Giacomo Modica (1ª-11ª) Angelo Carella (12ª) Ezio Castellucci (13ª-29ª) Carmine Pugliese (30ª-34ª e play-out) - 2007-2008 Carmine Pugliese - 2008-2009 Giuseppe Palumbo - 2009-2010 Paolo Rodolfi - 2010-2011 Pantaleo De Gennaro e Salvatore Ciullo - 2011-2012 Paolo Rodolfi (1ª-32ª) Leonardo Bitetto (33ª-40ª) - 2012-2015 Leonardo Bitetto - 2015-2016 Giuseppe Palumbo e Gennaro Delvecchio (1ª-11ª) Guido Ugolotti (12ª-34ª e play-out) - 2016-2017 Nicola Romaniello (1ª-6ª) Leonardo Bitetto (7ª-26ª) Aimo Diana (27ª-38ª e play-out) - 2017-2018 Andrea Destino - 2018-2019 Mariano Astudillo - 2019-2020 Gerardo Natale - 2020-2022 Andrea Destino - 2022-2023 Fabio Lamorte - 2023-2024 Mariano Astudillo - 2024-2025 Mariano Astudillo (1a-22a) Carmine Pugliese (22a-in corso) | Presidenti - 1929-1941 ? - 1941-1942 Emilio D'Andrea - 1942-1949 Inattivo - 1949-1951 ? - 1951-1953 Gustavo Colabella - 1953-1954 Luigi Carlucci - 1954-1959 Michele Pastore - 1959-1963 ? - 1963-1964 Rocco Palmieri - 1964-1969 Tomeo Moretti - 1969-1977 ? - 1977-1992 Tomeo Moretti - 1992-1995 Silvio Paciello - 1995-2017 Giuseppe Maglione - 2017-2018 Lorenzo Mossucca - 2018-2019 Donato Carriero - 2019-2020 Antonio Ficarazzi - 2020-2022 Lorenzo Navazio - 2022- Gerardo Tortoriello |

## Palmarès

### Competizioni interregionali
- Serie D: 1

2002-2003 (girone H)

### Competizioni regionali
- Eccellenza: 2

1992-1993, 1994-1995
- Promozione: 5

1953-1954, 1955-1956, 1976-1977, 1980-1981, 2023-2024
- Prima Categoria: 3

1963-1964, 1985-1986, 1990-1991
- Seconda Categoria: 2

1975-1976, 2022-2023
- Coppa Italia Dilettanti Basilicata: 2

1991-1992, 2021-2022
- Coppa Italia Promozione Basilicata: 1

2023-2024

## Statistiche e record

### Partecipazione ai campionati
| Livello | Categoria                       | Partecipazioni | Debutto   | Ultima stagione | Totale |
| ------- | ------------------------------- | -------------- | --------- | --------------- | ------ |
| 3º      | Lega Pro                        | 3              | 2014-2015 | 2016-2017       | 3      |
| 4º      | IV Serie                        | 2              | 1954-1955 | 1956-1957       | 22     |
| 4º      | Campionato Interregionale       | 2              | 1957-1958 | 1958-1959       | 22     |
| 4º      | Serie D                         | 7              | 1959-1960 | 1977-1978       | 22     |
| 4º      | Serie C2                        | 5              | 2003-2004 | 2007-2008       | 22     |
| 4º      | Lega Pro Seconda Divisione      | 6              | 2008-2009 | 2013-2014       | 22     |
| 5º      | Serie D                         | 5              | 1978-1979 | 2002-2003       | 11     |
| 5º      | Campionato Interregionale       | 1              | 1981-1982 | 1981-1982       | 11     |
| 5º      | Campionato Nazionale Dilettanti | 5              | 1993-1994 | 1998-1999       | 11     |

### Partecipazioni alle coppe
| Competizione                                  | Partecipazioni | Debutto   | Ultima stagione | Totale |
| --------------------------------------------- | -------------- | --------- | --------------- | ------ |
| Coppa Italia                                  | 2              | 2006-2007 | 2015-2016       | 2      |
| Coppa Italia Serie C                          | 5              | 2003-2004 | 2007-2008       | 14     |
| Coppa Italia Lega Pro                         | 9              | 2008-2009 | 2016-2017       | 14     |
| Coppa Italia Serie D                          | 4              | 1999-2000 | 2002-2003       | 10     |
| Coppa Italia Dilettanti (Fase Interregionale) | 1              | 1981-1982 | 1981-1982       | 10     |
| Coppa Italia Dilettanti (Fase C.N.D.)         | 5              | 1993-1994 | 1998-1999       | 10     |
| Poule Scudetto                                | 1              | 2002-2003 | 2002-2003       | 1      |
| Coppa Italia Dilettanti                       | 2              | 1991-1992 | 2021-2022       | 2      |

## Tifoseria

### Storia
Il principale gruppo ultras melfitano è dal 2004 la Brigata Normanna.
La tifoseria del Melfi è stata caratterizzata da un'indole intemperante. Nel 2012 infatti, è stato arrestato uno dei capi della tifoseria organizzata, reo di aver aggredito un calciatore del Taranto al termine di una semifinale dei play-off del maggio 2006. Nell'aprile 2014, durante la notte, sono comparse scritte di chiara matrice melfitana sui muri dello stadio Corona di Rionero in Vulture, volte a prendere di mira due tifosi della Vultur Rionero deceduti prematuramente. Tramite un comunicato ufficiale, la Brigata Normanna ha preso distanza dagli avvenimenti accaduti.

### Gemellaggi e rivalità
La tifoseria melfitana ha un solo gemellaggio con un gruppo organizzato della Curva Nord Monopoli. Rivalità invece, con le tifoserie di Angri, Andria e delle corregionali Potenza e Vultur Rionero.